# Papinski hrvatski zavod svetog Jeronima
Papinski hrvatski zavod Svetog Jeronima (tal. Pontificio Collegio Croato Di San Girolamo a Roma, lat. Pontificium Collegium Croaticum Sancti Hieronymi) je rimokatolički zavod, crkva i društvo u Rimu u koji se primaju svećenici podrijetlom i jezikom Hrvati. Zavod je ustanovljen Apostolskim pismom Slavorum gentem 1. kolovoza 1901. godine.

## Povijest
Još od srednjeg vijeka u Rimu je postojala mala hrvatska zajednica. Zajednica se nazivala „Časna bratovština Slavena predgrađa sv. Petra” (Venerabilis Societas Confallonorum Slavorum Burghi S. Petri).
Papa Nikola V. apostolskim breveom „Piis fidelium votis” 21. travnja 1453., darovao je ilirskoj bratovštini crkvicu sv. Marine. Također im je dopustio da izgrade bolnicu i gostinjac za svoje zemljake.
Dana 8. veljače 1566. godine papa Pio V. uzdigao je crkvu sv. Jeronima na kardinalski naslov.  Trećim kardinalom naslovnikom postao je 20. studenog 1570. Felice Peretti iz Montalta, potomak hrvatskih doseljenika na Apeninskom poluotoku. On će kasnije biti izabran za papu i uzeo ime Siksto V. (1585. – 1590.). On je na temeljima prethodne dao sagraditi novu, današnju, crkvu koja je dovršena 1589. godine po projektu Domenica Fontane. Bulom „Sapientiam Sanctorum” od 1. kolovoza 1589. pri crkvi je osnovao i Kaptol koji se sastojao od prepozita, šest kanonika i četiri klerika nadarbenika. Prvim nadsvećenikom imenovao je Aleksandra Komulovića Splićanina (1548. – 1608.). Kaptol sastavljen od hrvatskih svećenika se održao do 1901. godine.
Dana 27. veljače 1790. Pio VI. osniva odgojni zavod Croaticum za svećeničke kandidate iz onih krajeva koji su dotada imali pravo na svetojeronimske ustanove. Zavod je djelovalo s prekidima do 1901. godine.
Papa Lav XIII. reformirao je svetojeronimske ustanove 1. kolovoza 1901. godine. Tako je dokinuo breveom „Slavorum gentem” bratovštinu i kaptol te osnovao crkveni zavod za višu izobrazbu svećenstva.
U pismu pape Lava XIII. Zavod je bio nazvan "Svetojeronimski zavod za hrvatski narod" (lat. Collegium Hieronymianum pro Croatica Gente), no zbog diplomatskih intervencija protiv osnivanja Zavoda, i poglavito protiv njegova naziva, 7. ožujka 1902. godine promijenjeno mu je ime u "Jeronimski zavod Ilirâ" (lat. Collegium Hieronymianum Illyricorum). Izrazu "pro chroatia gente" u nazivu oštro su se usprotivili Talijani, Austrijanci, Mađari, pa čak i Crnogorci, jer Hrvati nisu imali svoje vanjski suverene države, izraz "chroaticum" u starom nazivu tumačili su kao zemljopisni pojam, pa kao što su svojatali hrvatska područja, svojatali su i "Collegium Chroaticum".
Od 1907. neki hrvatski svećenici na studijima u Rimu dobivali su stipendije iz zavodskih dobara, a istom 1911. uselili su u Zavod prvi svećenici studenti, ali je Zavod 1915. prestao raditi zbog ratnih prilika. Ponovo je proradio 1924., nakon što je, prigodom ugovora o gradu Rijeci i okolici (27. siječnja 1924.) između Italije i Kraljevine SHS, priznat crkveni karakter svetojeronimske Ustanove, u smislu brevea "Slavorum gentem". Od tada Zavod radi neprekidno. Te iste godine u Zavod dolaze za vodstvo domaćinstva Družbe milosrdnih sestara sv.Vinka paulskoga.
Za vrijeme vladavine Benita Mussolinija donesen je plan o preuređenju prostora oko mauzoleja cara Augusta gdje se nalazio i Zavod. Dana 26. svibnja 1938. blagoslovljen je kamen temeljac za novu zgradu. Seljenje iz stare u novu zgradu započelo je 9. listopada 1939. godine. Zgrada je svečano otvorena 12. studenog 1939. prigodom hrvatskog hodočašća u Rim.
Odredbom pape Pavla VI. od 22. srpnja 1971. Zavod nosi ime "Papinski hrvatski zavod svetog Jeronima" (lat. Pontificium Collegium Chroaticum Sancti Hieronymi), što je priznala i talijanska država dekretom Predsjednika Republike 11. listopada 1982. Glavna zasluga za to pripada tadašnjem rektoru Zavoda Đuri Kokši. Prema tvrdnjama upućenih, za tu promjenu imena iz "Papinski ilirski zavod" u "Papinski hrvatski zavod" je sa svjetovne strane zaslužan dr. Vjekoslav Cvrlje, jer se osobno založio kod Tita te uspio dobiti njegov pristanak za preimenovanje ustanove. Prvi student koji je doktorirao na ovom Zavodu bio je Nikola Moscatello.

## Rektori
(popis nepotpun)
- Jakov Čuka (1928.)
- Juraj Magjerec (1928. – 1957.)[8]
- Đuro Kokša (vicerektor od 1957., rektor 1959. – 1978.)[9]
- Ratko Perić (1979. – 1992.)[9]
- Anton Benvin (1992. – 1996.)[9]
- Jure Bogdan (1996.[9]-2016.)[10]
- Bože Radoš (2016. – 2019.)[11]
- Marko Đurin (2020. - trenutno)[12]

## Poveznice
- Bratovština sv. Jeronima za pomoć hrvatskim izbjeglicama

### Članci
- Dukić, Josip. 2024. Gradnja nove zgrade zavoda sv. Jeronima Rimu i mozaici Joze Kljakovića. Crkva u svijetu. Sveučilište u Splitu - Katolički bogoslovni fakultet. Split. 59 (1): 130–157
- Bogdan, Jure. 2005. Hrvatska crkva svetog Jeronima u Rimu i njezini kardinali naslovnici. Crkva u svijetu. Sveučilište u Splitu - Katolički bogoslovni fakultet. Split. 40 (2): 187–205

## Vanjske poveznice
- Službene mrežne stranice